# Ge mig mer
Ge mig mer är ett album från 1984 med musikern Ted Ström, som också skrivit all text och musik.
 
Albumet spelades in 30 juni-11 juli 1984. Producent var Per Cussion. Skivnumret är Sonet SLP-2753.

## Låtlista
Alla låtar är skrivna och komponerade av Ted Ström. 
| 1.           | Samma sommar   | 3:32  |
| 2.           | Novembervind   | 3:16  |
| 3.           | Till Marstrand | 4:17  |
| 4.           | Perrong nr. 5  | 4:04  |
| 5.           | Att segla      | 2:57  |
| 6.           | Ännu en natt   | 4:38  |
| Total längd: | Total längd:   | 22:44 |

| 1.           | Ge mig mer      | 4:50  |
| 2.           | Bakom fasaderna | 4:25  |
| 3.           | Katten          | 3:05  |
| 4.           | Sista natten    | 6:36  |
| 5.           | Vintersaga      | 4:10  |
| Total längd: | Total längd:    | 23:06 |

## Medverkande musiker
- Ulf Adåker, prophet- & sequencerprogram, trumpet
- Pelle Alsing, trummor
- Lena Andersson, sång, kör, ordlös sång
- Tommy Cassemar, bas
- Per Cussion, slagverk, piano, linn-drumprogram, sandpapper, bongos, congas, vibra-slap, tamburin
- Stefan Forsell, gitarrer
- Björn Holmsten, sopran-, alt- och tenorsax, klarinett
- Noko Kawasaki, japansk nattröst
- Bengt Kirschon, kör
- Anders Kraft, kör
- Anna-Lotta Larsson, bakgrundssång
- Mats Lundberg, trummor, Linn-claps, linn-drumprogram, ice-bell, rototoms
- Kenneth Lundman, bas
- Claes Palmkvist, trumpeter
- Mats Ronander, gitarrer, bakgrundssång
- Brynn Settels, orgel
- Ted Ström, sång, Korg Poly 6, Prophet 5-bas, Yamaha DX-7, munspel
- Monica Törnell, bakgrundssång